# سانتورس
سانتورس (به انگلیسی: Santurce) یک منطقهٔ مسکونی در ایالات متحده آمریکا است که در سان خوآن واقع شده‌است. سانتورس ۲۲٫۵۳ کیلومتر مربع مساحت و ۹۴٬۰۶۷ نفر جمعیت دارد.